# Dorothy Thomas
Dorothy Thomas, född Kirwan på Montserrat 1763, död 1846, var en brittisk affärsidkare. Hon var känd som 'drottningen av Demerara'.
Thomas föddes som slav hos plantageägaren Andrew Kirwan på Montserrat. Hon frigavs enligt sin ägares testamente, och kunde också köpa sin egen mor fri. Som fri byggde hon upp en förmögenhet. Hon var möjligen en tid kurtisan, och fick flera barn utom äktenskapet. Hon investerade i hotell i Grenada och i Georgetown, Demerara, och blev dessutom själv slavägare, som köpte slavar för att hyra ut dem åt andra mot hög profit. Hon besökte även London på 1820-talet. Dorothy Thomas blev en ledande affärsidkare i Västindien och betraktas som ett anmärkningsvärt exempel på socialt avancemang för sin tid. 